# ویلچکوویتسه (استان اشوی‌داشکسیه)
ویلچکوویتسه (به لهستانی: Wilczkowice) یک منطقهٔ مسکونی در لهستان است که در گمینا رادوشتسه واقع شده‌است.